# Escudo de las Islas Salomón
El escudo de las Islas Salomón fue adoptado el 7 de julio de 1978 a raíz de la independencia del archipiélago. 
Los elementos que lo componen, que ya aparecen en el antiguo escudo colonial aprobado en 1956, simbolizan los diversos territorios que forman este estado insular: la Provincia Central (el aspa con la panoplia de armas), la Provincia Occidental (las tortugas), la isla de Malaita (el águila) y las islas exteriores (las fragatas). El cocodrilo y el tiburón tradicionalmente se han considerado animales protectores.

## Blasonamiento
De oro, un aspa de sinople cargada de dos lanzas de argén con la punta hacia abajo pasadas en aspa y junto a una tortuga al natural a ambos lados. Resaltando sobre el todo una panoplia formada por un arco, dos flechas y un escudo tribal. En el jefe, de azur, un águila perchada sobre una rama acostada, con una fragata a cada lado, todo al natural.
Como soportes, un cocodrilo a la derecha y un tiburón a la izquierda, ambos al natural, descansando sobre una terraza en forma de fragata bicéfala estilizada de sable. Abajo, una cinta de oro con el lema nacional en inglés: “To lead is to serve” (Dirigir es servir), escrito en letras mayúsculas de sable.
Timbra el escudo un yelmo con lambrequines de argén y azur, sumado de un burelete del mismo color que sostiene una canoa de guerra al natural sobremontada de un sol radiante de oro.

## Evolución histórica del escudo

Insignia de las Islas Salomón (1906-1947)
Insignia de las Islas Salomón (1947-1956)
Insignia de las Islas Salomón (1956-1978)